# Gavisse
Gavisse (fràncic lorenès Gawis) és un municipi francès situat al departament del Mosel·la i a la regió del Gran Est. L'any 2007 tenia 579 habitants.

## Demografia

### Població
El 2007 la població de fet de Gavisse era de 579 persones. Hi havia 188 famílies, de les quals 16 eren unipersonals (4 homes vivint sols i 12 dones vivint soles), 48 parelles sense fills, 108 parelles amb fills i 16 famílies monoparentals amb fills.
La població ha evolucionat segons el següent gràfic:
Habitants censats

### Habitatges
El 2007 hi havia 208 habitatges, 189 eren l'habitatge principal de la família, 9 eren segones residències i 10 estaven desocupats. 197 eren cases i 4 eren apartaments. Dels 189 habitatges principals, 172 estaven ocupats pels seus propietaris, 14 estaven llogats i ocupats pels llogaters i 3 estaven cedits a títol gratuït; 1 tenia una cambra, 5 en tenien dues, 6 en tenien tres, 33 en tenien quatre i 144 en tenien cinc o més. 166 habitatges disposaven pel capbaix d'una plaça de pàrquing. A 46 habitatges hi havia un automòbil i a 135 n'hi havia dos o més.

### Piràmide de població
La piràmide de població per edats i sexe el 2009 era:
| Homes | Edats   | Dones |
| ----- | ------- | ----- |
| 0     | 95 o +  | 0     |
| 0     | 90 a 94 | 0     |
| 0     | 85 a 89 | 4     |
| 0     | 80 a 84 | 0     |
| 8     | 75 a 79 | 8     |
| 12    | 70 a 74 | 4     |
| 8     | 65 a 69 | 8     |
| 12    | 60 a 64 | 8     |
| 0     | 55 a 59 | 8     |
| 20    | 50 a 54 | 8     |
| 28    | 45 a 49 | 36    |
| 36    | 40 a 44 | 16    |
| 16    | 35 a 39 | 16    |
| 8     | 30 a 34 | 20    |
| 20    | 25 a 29 | 20    |
| 28    | 20 a 24 | 12    |
| 20    | 15 a 19 | 12    |
| 36    | 10 a 14 | 8     |
| 16    | 5 a 9   | 20    |
| 12    | 0 a 4   | 28    |

## Economia
El 2007 la població en edat de treballar era de 406 persones, 311 eren actives i 95 eren inactives. De les 311 persones actives 283 estaven ocupades (158 homes i 125 dones) i 28 estaven aturades (13 homes i 15 dones). De les 95 persones inactives 16 estaven jubilades, 44 estaven estudiant i 35 estaven classificades com a «altres inactius».

### Ingressos
El 2009 a Gavisse hi havia 187 unitats fiscals que integraven 555 persones, la mediana anual d'ingressos fiscals per persona era de 21.662 €.

### Activitats econòmiques
Dels 9 establiments que hi havia el 2007, 3 eren d'empreses de construcció, 2 d'empreses de comerç i reparació d'automòbils, 1 d'una empresa d'hostatgeria i restauració, 1 d'una empresa immobiliària, 1 d'una empresa de serveis i 1 d'una empresa classificada com a «altres activitats de serveis».
Dels 3 establiments de servei als particulars que hi havia el 2009, 1 era un guixaire pintor, 1 fusteria i 1 restaurant.
L'únic establiment comercial que hi havia el 2009 era una botiga d'electrodomèstics.
L'any 2000 a Gavisse hi havia 7 explotacions agrícoles.

## Equipaments sanitaris i escolars
El 2009 hi havia 1 escola maternal integrada dins d'un grup escolar amb les comunes properes formant una escola dispersa i 1 escola elemental integrada dins d'un grup escolar amb les comunes properes formant una escola dispersa.

## Poblacions més properes
El següent diagrama mostra les poblacions més properes.